# Bollullos Par del Condado

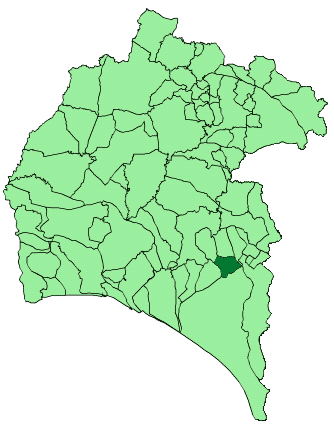
Localização de Bollullos Par del Condado

Bollullos Par del Condado é um município da Espanha na província de Huelva, comunidade autónoma da Andaluzia, de área 50 km² com população de 13737 habitantes (2004) e densidade populacional de 274,74 hab./km².

## Demografia
| Variação demográfica do município entre 1991 e 2004 | Variação demográfica do município entre 1991 e 2004 | Variação demográfica do município entre 1991 e 2004 | Variação demográfica do município entre 1991 e 2004 |
| --------------------------------------------------- | --------------------------------------------------- | --------------------------------------------------- | --------------------------------------------------- |
| 1991                                                | 1996                                                | 2001                                                | 2004                                                |
| 12575                                               | 12741                                               | 12975                                               | 13143                                               |